# Gornja Brusovača
Gornja Brusovača is een plaats in de gemeente Vojnić in de Kroatische provincie Karlovac. De plaats telt 41 inwoners (2001).